# Gaspar Joaquim da Fonseca
Gaspar Joaquim da Fonseca (n. Viseu, século XIX), foi um escultor português.
Este escultor foi aluno de Barros Laborão e colaborou com ele na elaboração de diversas estátuas para o Palácio Nacional da Ajuda.